# Гальяссу, Бруну
Бру́ну Галья́ссу (порт. Bruno Gagliasso, род. 13 апреля 1982, Рио-де-Жанейро) — бразильский актёр.
Начал карьеру в детском возрасте, в телесериалах Rede Globo. В 2001 году подписал контракт с Globo на роль в телесериале «As Filhas da Mãe». В 2003 году сыграл в мини-сериале «A Casa das Sete Mulheres» Каэтану — персонажа, который существовал в реальной жизни и был сыном Бенту Гонсалвиса, героя Революции Фарропилья. Его игра привлекла внимание директоров канала и его пригласили в телесериал «Celebridade», где он сыграл роль проблемного юношу Инасиу, страдающего от жестокого обращения со стороны собственной матери, которая считает его виновным в смерти своего брата. Благодаря этой работе Гальяссу зарекомендовал себя как одно из главных имён Globo, получив множество положительных отзывов от критиков.
Имеет итальянские и португальские корни.

## Личная жизнь

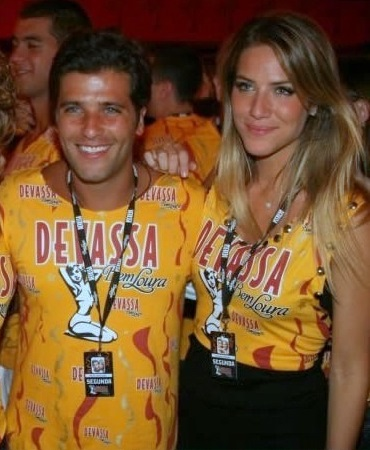
Бруну Гальяссу и Джованна Эвбанк

Бруну и актриса Джованна Эвбанк начали встречаться в июне 2009 года. Через три месяца они обручились и поженились в марте 2010 года на церемонии, состоявшейся в Петрополисе. В июне 2012 года пара рассталась, но в августе того же года возобновила отношения.
В июле 2016 года Бруну и его жена Джованна удочерили четырёхлетнюю девочку по имени Чиссомо из Малави (Африка). В июле 2019 года пара удочерила четырёхлетнего мальчика по имени Блесс из той же африканской страны. В июле 2020 года у пары родился сын Зайан.

## Избранная фильмография
- В мире женщин (телесериал)
- Америка (телесериал, 2005, Бразилия)
- Дороги Индии
- Седьмой хранитель